# انتخابات الرئاسة السلوفينية 2007
انتخابات الرئاسة السلوفينية 2007 هي انتخابات رئاسية جرت في 2007، في سلوفينيا، لانتخاب رئيس سلوفينيا.
فاز بالانتخابات دانيلو تورك.

## معرض صور

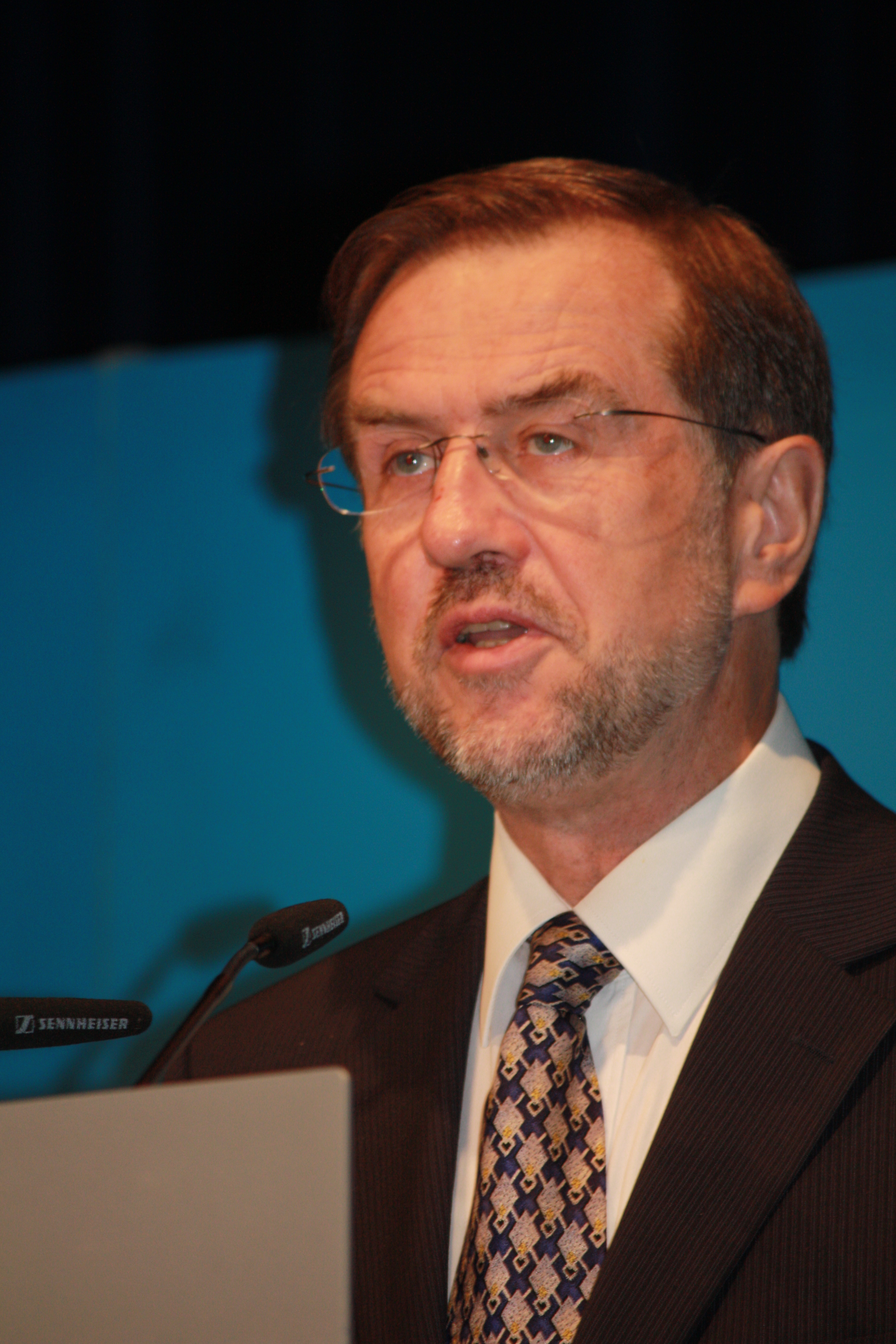
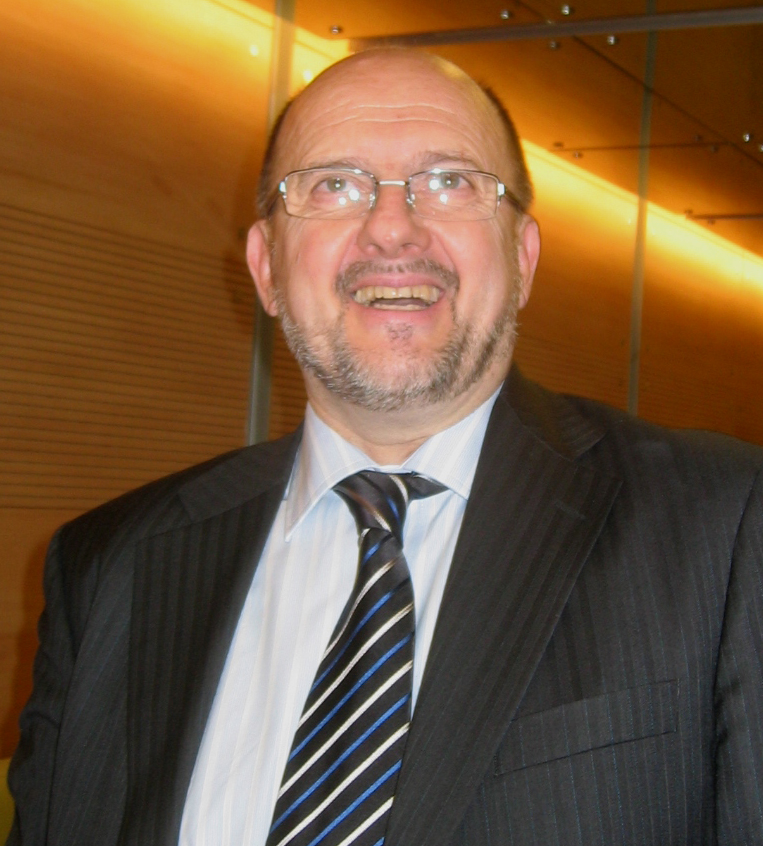
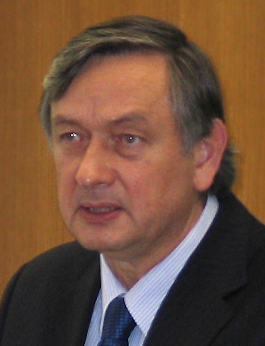
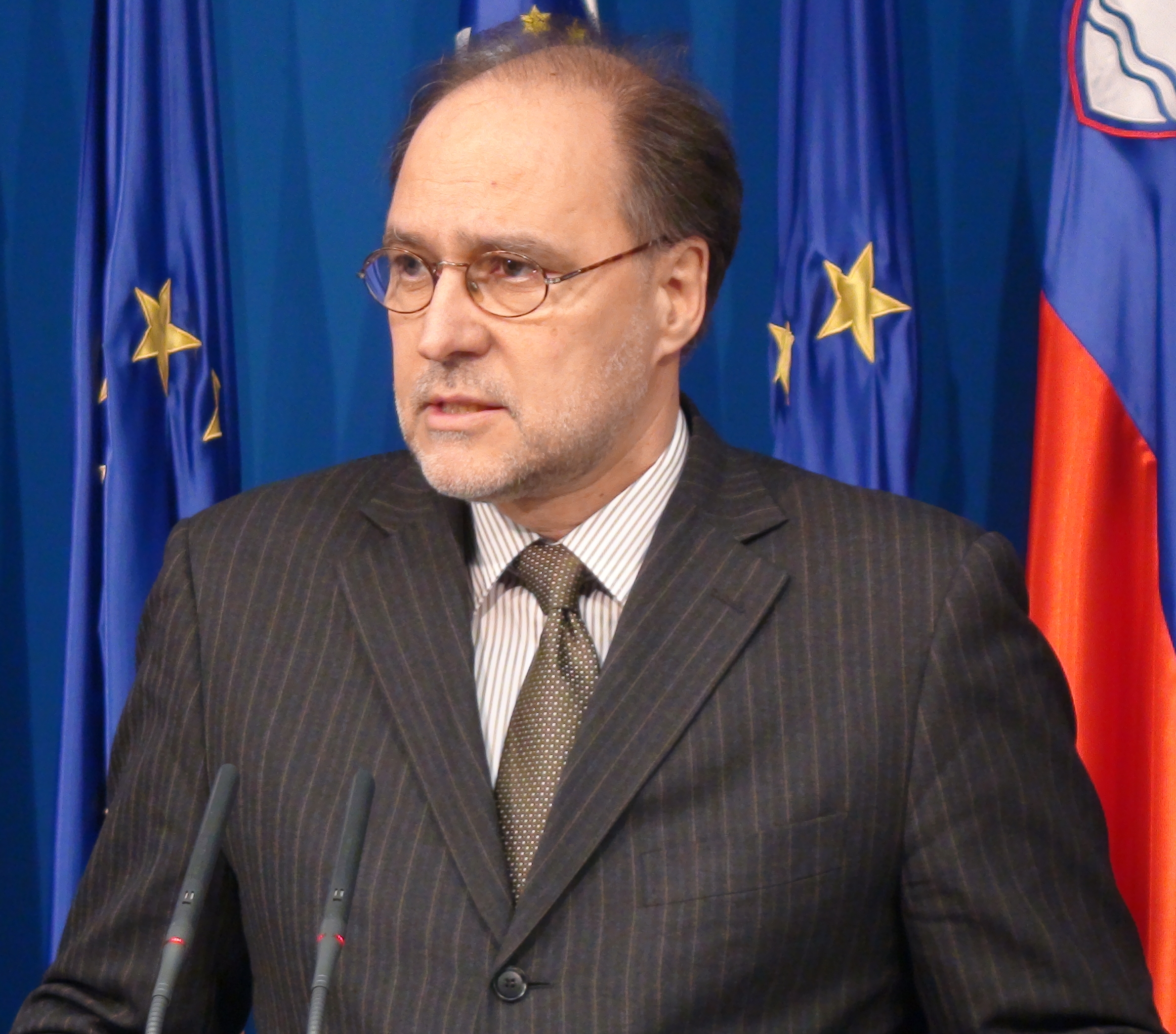